# Busbahnhof Oshodi

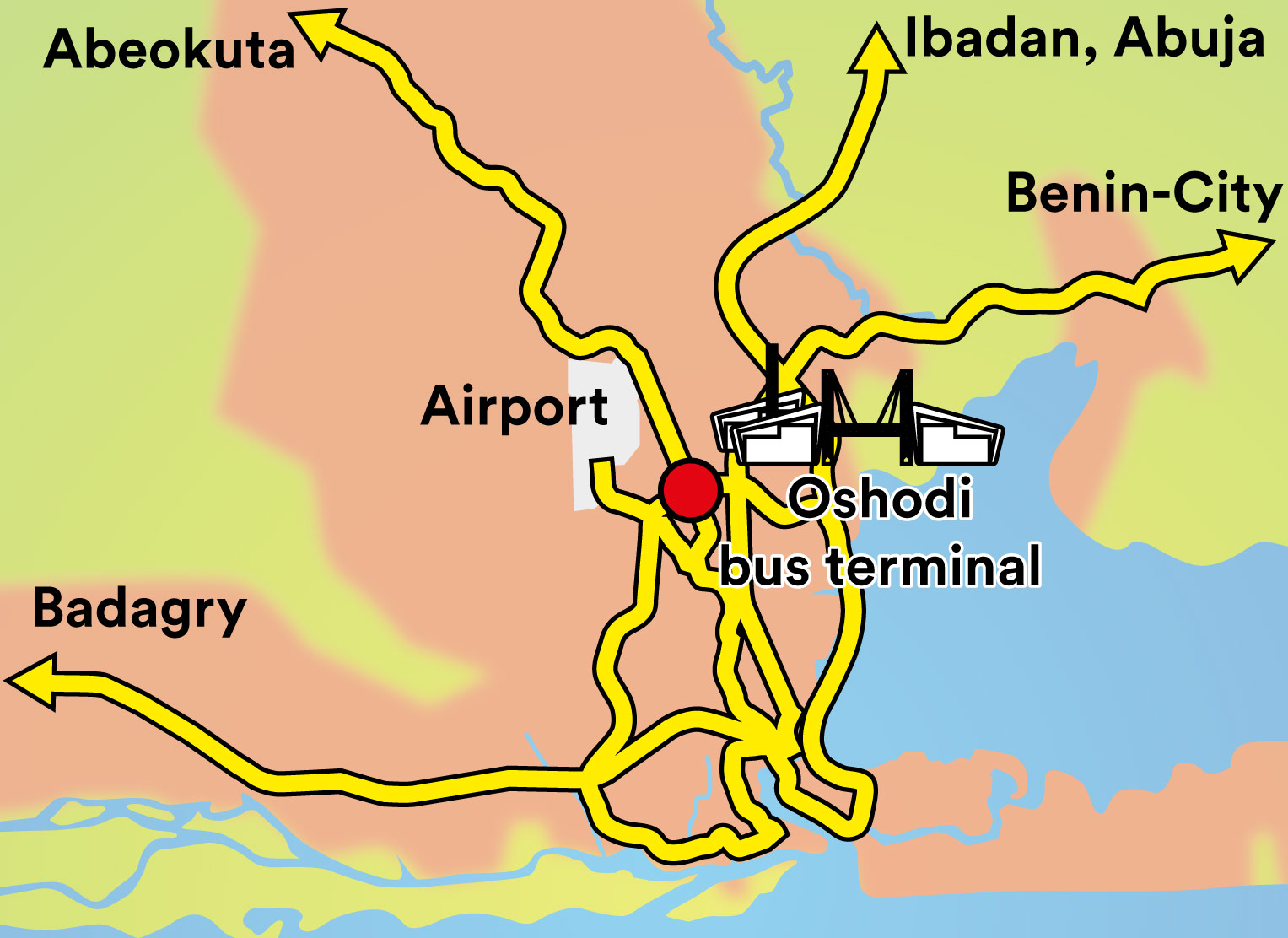
Lage des Busbahnhofes Lagos; in Gelb wichtige Straßen

Der Oshodi Transport Interchange ist der zentrale Busbahnhof von Lagos, Nigerias größter Stadt. Er ist ebenfalls der größte Busbahnhof in Westafrika. Benannt ist er nach dem Ortsteil, in dem er sich befindet.

## Gebäudekomplex
Der weithin sichtbare Gebäudekomplex mit seinen drei gleichförmigen, markanten Hauptgebäuden wurde von Präsident Buhari am 24. April 2019 eingeweiht. 70 Mio. USD hatte man für den Bau ausgegeben. Der Komplex hat eine Kapazität von 820 Bussen; jedes Terminal hat 30.000 Quadratmeter Fläche. Darauf findet man Warteräume, Ruheräume für die Busfahrer, Toiletten, Verkaufsschalter für Bustickets, Geldautomaten.
Der Standort ist günstig gewählt: der Busbahnhof Oshodi liegt am Knotenpunkt der Ausfallstraßen nach Norden und Osten und neben den Gleisen nach Ibadan. Hier soll bis Dezember 2022 eine S-Bahn-Station der „Roten Linie“ entstehen.
Die Fußgängerüberführung zwischen Terminal 1 und Terminal 2 ist 53 Meter lang. Die Fußgängerüberführung zwischen Terminal 2 und Terminal 3 ist mit 155 Metern die längste freistehende Brücke Nigerias.

## Betrieb

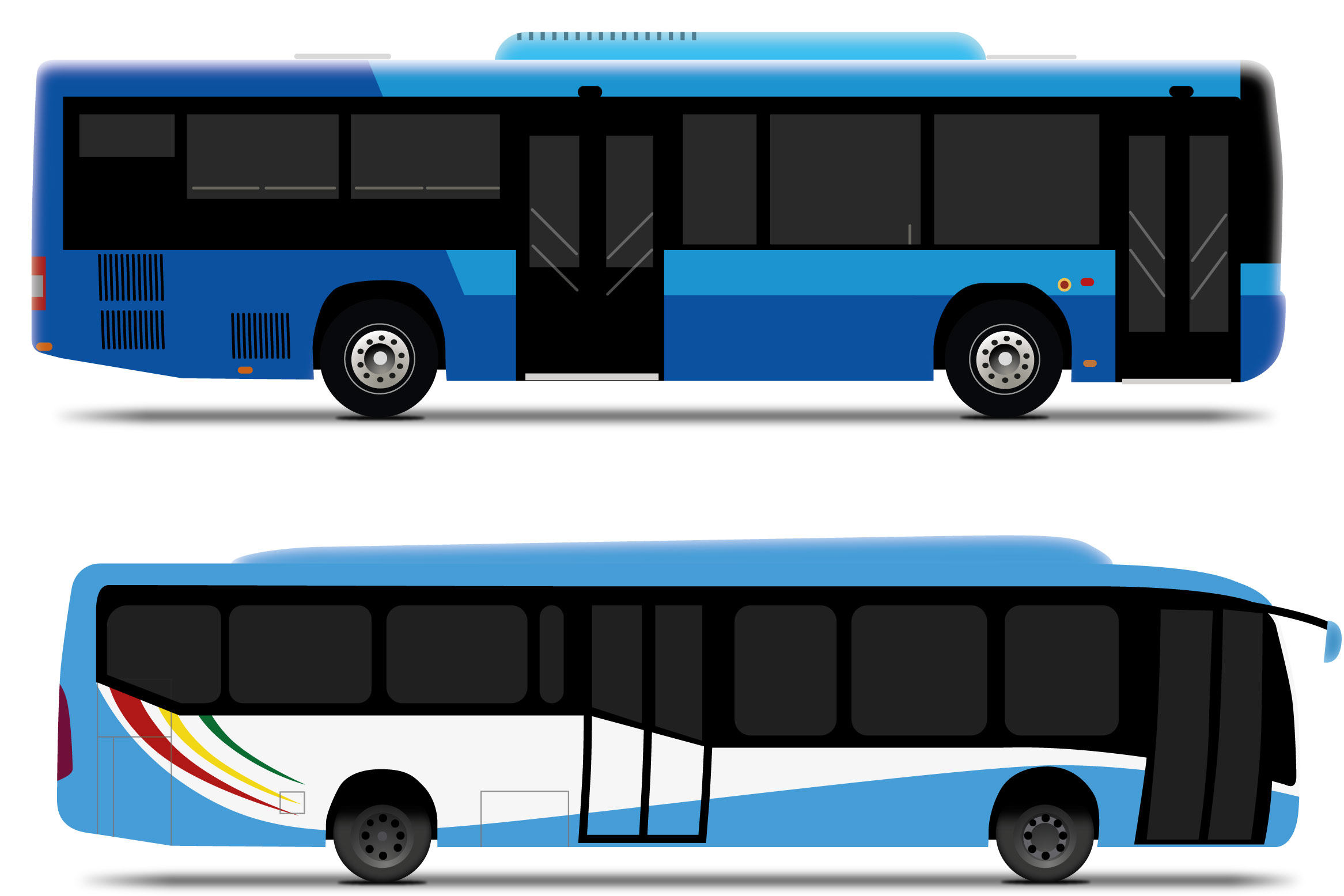
Klimatisierte Stadtbusse in Lagos; oben: BRT, unten: LBSL

Die Funktion dieses Busbahnhofs liegt darin, die Passagiere von Stadtbussen auf Fernbusse (und umgekehrt) umsteigen zu lassen.
- Am Terminal 1 halten Fernbusse von anderen nigerianischen Städten (wie z. B. aus Ibadan oder aus der Hauptstadt Abuja).
- Am Terminal 2 halten Stadtbusse der Betreibergesellschaften BRT und LBSL, die mehrere Haltestellen in bestimmten Stadtteilen von Lagos ansteuern (z. B. Ikeja oder Lekki).
- Am Terminal 3 halten Bestimmungsbusse, die nur eine Zielhaltestelle in Lagos haben (z. B. den Flughafen oder das Eko-Hotel).

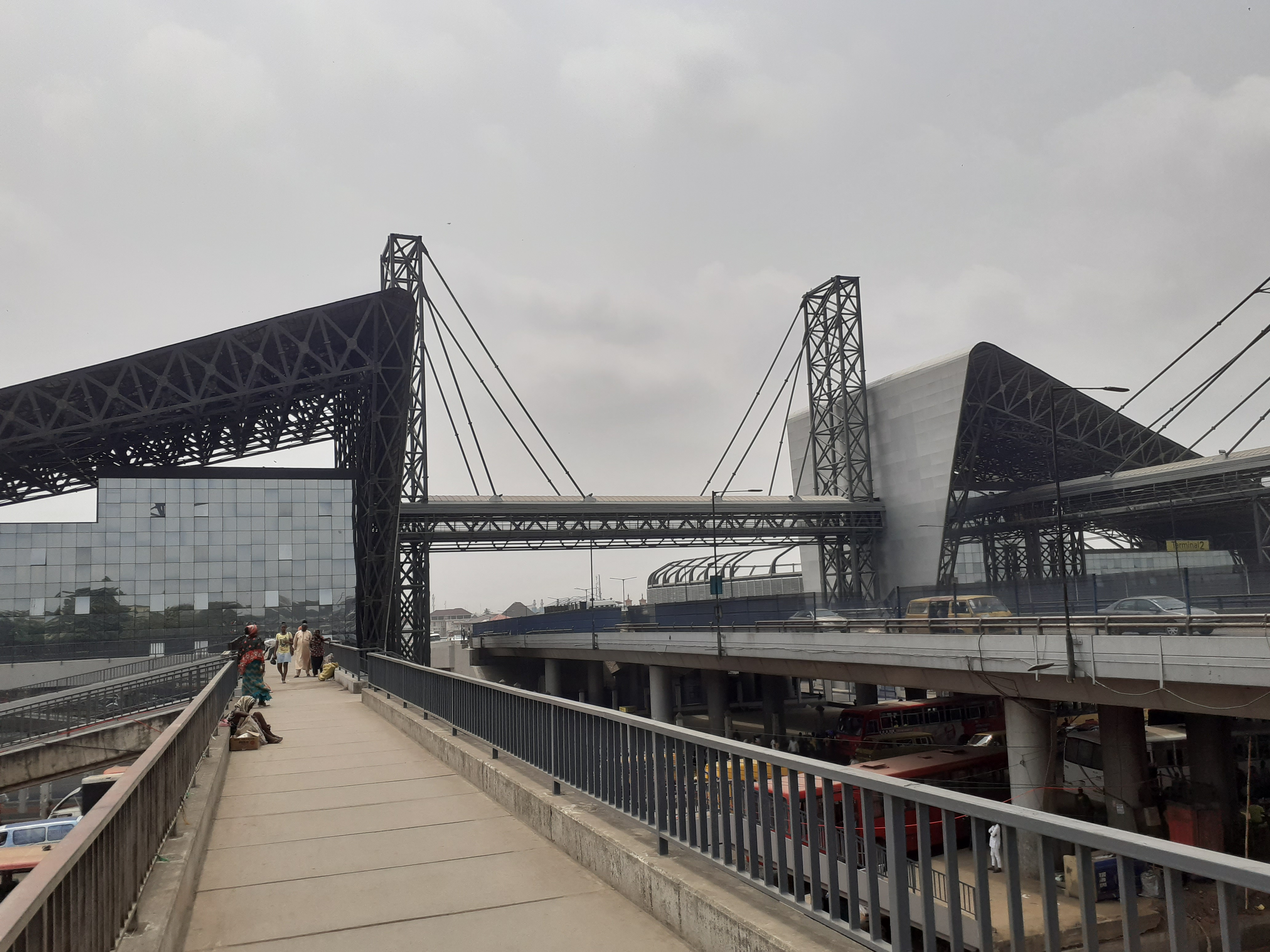
Oshodi, Busterminal

Im Juni 2021 erklärte der Gouverneur von Lagos, Babajide Sanwo-Olu, angesichts der ungenügenden Auslastung des Busbahnhofs Oshodi, man habe diesen nicht aufgegeben, sondern sei auf der Suche nach Betreibergesellschaften.

## Bemerkenswertes

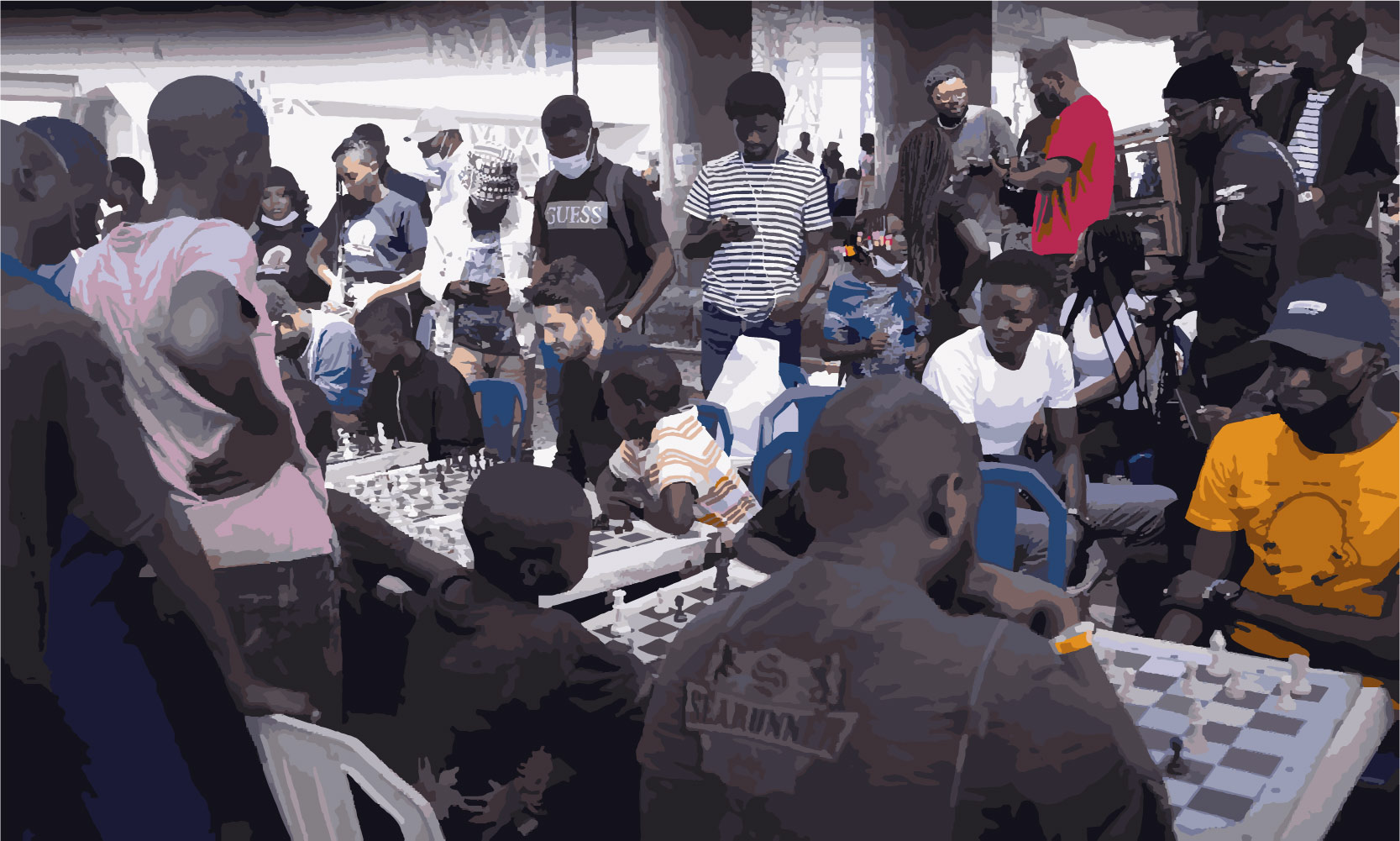
Schachszene an den Gleisen in Oshodi

Entlang der Gleise von Oshodi spielen Jugendliche aus sozialen Brennpunkten Schach. Im Dezember 2021 gewann der 19-jährige Obdachlose Fawaz Adeoye die Meisterschaft des Stadtteils wenige Monate nach seiner ersten Einweisung in das Spiel.